# 尤斯蒂娜·希温蒂-埃尔塞蒂茨
尤斯蒂娜·希温蒂-埃尔塞蒂茨（波蘭語：Justyna Święty-Ersetic，波兰语发音：[jusˈtɨ.na ˈɕfjɛ̃.tɨ ɛrˈsɛ.tit͡s]；1992年12月3日—）是一名专长于400米赛跑的波兰短跑运动员。她参加了2012年和2016年夏季奥林匹克运动会的4×400米接力项目。她也曾获得2019年世界田径锦标赛女子4×400米接力银牌。